# Acilii Glabriones
Die Acilii Glabriones (Singular Acilius Glabrio) waren ein Zweig (stirps) der römischen Familie der Acilier, die das Cognomen Glabrio trugen. Bekannte Namensträger sind:
- Acilius Glabrio (Konsul), römischer Konsul unter Nero oder Domitian
- Manius Acilius Glabrio (Konsul 191 v. Chr.), römischer Politiker
- Manius Acilius Glabrio (Suffektkonsul 154 v. Chr.), römischer Politiker und Senator
- Manius Acilius Glabrio (Volkstribun), römischer Politiker und Senator, Volkstribun 122 v. Chr.
- Manius Acilius Glabrio (Konsul 67 v. Chr.), römischer Politiker und Feldherr
- Manius Acilius Glabrio (Konsul 91) († 95), römischer Politiker und Senator
- Manius Acilius Glabrio (Konsul 124), römischer Politiker
- Manius Acilius Glabrio (Konsul 152), römischer Politiker und Senator
- Manius Acilius Glabrio (Konsul 186), römischer Politiker und Senator
- Marcus Acilius Glabrio (Suffektkonsul), römischer Politiker und Senator, Suffektkonsul 33 v. Chr.
- Marcus Acilius Glabrio (Konsul 256), römischer Politiker
- Anicius Acilius Glabrio Faustus, weströmischer Prätorianerpräfekt, Konsul 438